# فرناندو نونيز
فرناندو نونيز (بالإسبانية: Fernando Núñez)‏ (22 يوليو 1995 في الأرجنتين - ) هو لاعب كرة قدم أرجنتيني في مركز الهجوم.

## وصلات خارجية
- فرناندو نونيز على موقع قاعدة بيانات كرة القدم.إي يو (الإنجليزية)
- فرناندو نونيز على موقع Soccerway.com (الإنجليزية)